# Campeonato Europeo de la UEFA Sub-19 2012
El Campeonato de Europa Sub-19 de la UEFA de 2012 fue la 11.ª edición de dicho torneo organizado por la UEFA, donde participaron selecciones de Europa con jugadores nacidos a partir del 1 de enero de 1993. La fase final del campeonato se disputó en Estonia entre el 3 y el 15 de julio, donde España se proclamó campeona al derrotar a Grecia en la final por 1-0.

## Sedes
| Ciudad   | Estadio          | Capacidad |
| -------- | ---------------- | --------- |
| Haapsalu | Estadio Haapsalu | 869       |
| Tallin   | A. Le Coq Arena  | 9.692     |
| Rakvere  | Estadio Rakvere  | 2.300     |
| Tallin   | Estadio Kadrioru | 5.000     |

## Equipos participantes
- Estonia (anfitrión)

En la fase de clasificación participaron las 52 selecciones afiliadas a la UEFA menos Estonia que al ser la selección anfitriona tiene el pase directo a la fase final del campeonato.
La clasificación se dividió en 2 etapas diferentes. En la Primera Ronda participaron 48 selecciones que fueron divididas en doce grupos de cuatro. Pasaron a la siguiente ronda todas las campeonas y subcampeonas de sus respectivos grupos y el mejor tercero Israel.
En la Ronda Elite participaron las 25 selecciones clasificadas en la fase anterior más las de España, Inglaterra y Francia, que estaban exentas de participar en la primera fase. Fueron divididas en siete grupos de cuatro selecciones, clasificándose para la fase final los campeones de grupo. A ellos se sumará la selección anfitriona.
Las ocho selecciones finalistas son:
- Croacia
- España
- Estonia (Anfitrión)
- Francia
- Grecia
- Inglaterra
- Portugal
- Serbia

## Árbitros
En total 6 árbitros y 8 asistentes, junto con 2 árbitros asistentes del país anfitrión, participarán en el torneo
| Árbitros - Alain Bieri - Vadims Direktorenko - Kenn Hansen - Arnold Hunter - Danny Makkelie - Paolo Valeri | Asistentes - Anatolie Bodean - Yves De Neve - Johann Gudmundsson - Ivo Kolev - Alexey Lebedev - Tomasz Listkiewicz - Marco Tropeano - Dzmitry Zhuk | Cuarto Árbitro - Eiko Saar - Kristo Tohver |

## Resultados

### Fase final

#### Fase de grupos
El sorteo se celebró el 6 de junio de 2012 en Tallinn, Estonia. 
El ganador de cada grupo y finalista avanzan a las semifinales. Los tres primeros equipos de cada grupo se clasificarán para la Copa Mundial de Fútbol Sub-20 de 2013.
Si dos o más equipos están empatados a puntos en la finalización de los partidos de grupo, los siguientes criterios se aplican para determinar la clasificación:
1. Mayor número de puntos obtenidos en el grupo de partidos jugados entre los equipos en cuestión.
2. Mejor diferencia de goles de los partidos de grupo jugados entre los equipos en cuestión.
3. Mayor número de goles marcados en los partidos de grupo entre los equipos jugaron en cuestión.
4. Si, después de aplicar los criterios 1) a 3) para varios equipos, dos equipos que aún tienen un mismo rango, los criterios 1) a 3) se volverá a aplicar para determinar la clasificación de estos equipos. Si este procedimiento no da lugar a una decisión, los criterios 5) y 7) se aplicará.
5. Los resultados de todos los partidos de grupo:
  1. Mejor diferencia de goles.
  2. Mayor número de goles marcados.
6. Respeto clasificación Fair Play de los equipos en cuestión.
7. Sorteo.

Además, si dos equipos que tienen el mismo número de puntos y el mismo número de goles a favor y juegan su último partido de grupo contra el otra y siguen empatados al final de ese partido, sus clasificaciones finales están determinados por la tanda de penaltis y no por los criterios enumerados anteriormente. Este procedimiento sólo es aplicable si un ranking de los equipos es necesaria para determinar el ganador del grupo y el subcampeón.
|  | Avanza a semifinales y se clasifica para la Copa Mundial de Fútbol Sub-20 de 2013 |
|  | Clasificado para la Copa Mundial de Fútbol Sub-20 de 2013                         |

Horario de verano en Europa oriental (UTC+3)

#### Grupo A
| Equipo   | Pts | PJ | PG | PE | PP | GF | GC | Dif |
| -------- | --- | -- | -- | -- | -- | -- | -- | --- |
| España   | 7   | 3  | 2  | 1  | 0  | 7  | 4  | 3   |
| Grecia   | 6   | 3  | 2  | 0  | 1  | 8  | 5  | 3   |
| Portugal | 4   | 3  | 1  | 1  | 1  | 8  | 6  | 2   |
| Estonia  | 0   | 3  | 0  | 0  | 3  | 1  | 9  | -8  |

| 3 de julio de 2012, 17:30 (UTC+3) | Grecia                   | 1:2 (0:2) | España                               | Haapsalu Stadium, Haapsalu, Estonia                                      |                                                                          |
|                                   | Dimitris Diamantakos 66' | Reporte   | Jesé Rodríguez 30' · Derik Osede 40' | Asistencia: 1.350 espectadores Árbitro(s): Vadims Direktorenko (Letonia) | Asistencia: 1.350 espectadores Árbitro(s): Vadims Direktorenko (Letonia) |

| 3 de julio de 2012, 20:45 (UTC+3) | Estonia | 0:3 (0:2) | Portugal                                                | A. Le Coq Arena, Tallin, Estonia                                   |                                                                    |
|                                   |         | Reporte   | Artur Pikk 5' (a.g.) · Betinho 25' · Daniel Martins 72' | Asistencia: 6.691 espectadores Árbitro(s): Kenn Hansen (Dinamarca) | Asistencia: 6.691 espectadores Árbitro(s): Kenn Hansen (Dinamarca) |

| 6 de julio de 2012, 17:00 (UTC+3) | Estonia                | 1:4 (0:1) | Grecia                                                                      | Estadio Kadrioru, Tallin, Estonia                                        |                                                                          |
|                                   | Karl-Eerik Luigend 90' | Reporte   | Giorgos Katidis 43' · Spyros Fourlanos 55' · Dimitris Diamantakos 85' 90+2' | Asistencia: 3.345 espectadores Árbitro(s): Danny Makkelie (Países Bajos) | Asistencia: 3.345 espectadores Árbitro(s): Danny Makkelie (Países Bajos) |

| 6 de julio de 2012, 20:00 (UTC+3) | Portugal                                              | 3:3 (2:2) | España                    | A. Le Coq Arena, Tallin, Estonia                                 |                                                                  |
|                                   | Bruma 11' · André Gomes 39' · João Mário 90+1' (pen.) | Reporte   | Jesé Rodríguez 8' 28' 48' | Asistencia: 3.780 espectadores Árbitro(s): Paolo Valeri (Italia) | Asistencia: 3.780 espectadores Árbitro(s): Paolo Valeri (Italia) |

| 9 de julio de 2012, 17:00 (UTC+3) | España                              | 2:0 (1:0) | Estonia | A. Le Coq Arena, Tallin, Estonia                                             |                                                                              |
|                                   | Denis Suárez 39' · Paco Alcácer 86' | Reporte   |         | Asistencia: 3.877 espectadores Árbitro(s): Arnold Hunter (Irlanda del Norte) | Asistencia: 3.877 espectadores Árbitro(s): Arnold Hunter (Irlanda del Norte) |

| 9 de julio de 2012, 17:00 (UTC+3) | Portugal                        | 2:3 (1:2) | Grecia                                           | Haapsalu Stadium, Haapsalu, Estonia                            |                                                                |
|                                   | André Gomes 19' · Betinho 90+5' | Reporte   | Giannis Gianniotas 18' · Giorgos Katidis 42' 69' | Asistencia: 1.193 espectadores Árbitro(s): Alain Bieri (Suiza) | Asistencia: 1.193 espectadores Árbitro(s): Alain Bieri (Suiza) |

#### Grupo B
| Equipo     | Pts | PJ | PG | PE | PP | GF | GC | Dif |
| ---------- | --- | -- | -- | -- | -- | -- | -- | --- |
| Inglaterra | 7   | 3  | 2  | 1  | 0  | 5  | 3  | 2   |
| Francia    | 6   | 3  | 2  | 0  | 1  | 5  | 2  | 3   |
| Croacia    | 4   | 3  | 1  | 1  | 1  | 4  | 2  | 2   |
| Serbia     | 0   | 3  | 0  | 0  | 3  | 1  | 8  | -7  |

| 3 de julio de 2012, 17:30 (UTC+3) | Inglaterra             | 1:1 (0:0) | Croacia             | Estadio Kadrioru, Tallin, Estonia                              |                                                                |
|                                   | Nathaniel Chalobah 60' | Reporte   | Domagoj Pavičić 57' | Asistencia: 1.270 espectadores Árbitro(s): Alain Bieri (Suiza) | Asistencia: 1.270 espectadores Árbitro(s): Alain Bieri (Suiza) |

| 3 de julio de 2012, 18:45 (UTC+3) | Serbia | 0:3 (0:3) | Francia                                                                | Rakvere Stadium, Rakvere, Estonia                                            |                                                                              |
|                                   |        | Reporte   | Richard-Quentin Samnick 17' · Paul Pogba 26' (pen.) · Thibaut Vion 32' | Asistencia: 1.827 espectadores Árbitro(s): Arnold Hunter (Irlanda del Norte) | Asistencia: 1.827 espectadores Árbitro(s): Arnold Hunter (Irlanda del Norte) |

| 6 de julio de 2012, 16:30 (UTC+3) | Francia               | 1:0 (0:0) | Croacia | Haapsalu Stadium, Haapsalu, Estonia                                      |                                                                          |
|                                   | Dimitri Foulquier 79' | Reporte   |         | Asistencia: 1.182 espectadores Árbitro(s): Vadims Direktorenko (Letonia) | Asistencia: 1.182 espectadores Árbitro(s): Vadims Direktorenko (Letonia) |

| 6 de julio de 2012, 17:30 (UTC+3) | Serbia              | 1:2 (0:1) | Inglaterra                          | Rakvere Stadium, Rakvere, Estonia                                  |                                                                    |
|                                   | Nikola Ninković 70' | Reporte   | Benik Afobe 6' · Nathan Redmond 63' | Asistencia: 1.712 espectadores Árbitro(s): Kenn Hansen (Dinamarca) | Asistencia: 1.712 espectadores Árbitro(s): Kenn Hansen (Dinamarca) |

| 9 de julio de 2012, 20:00 (UTC+3) | Croacia                                       | 3:0 (1:0) | Serbia | Rakvere Stadium, Rakvere, Estonia                                |                                                                  |
|                                   | Domagoj Pavičić 2' · Mihael Pongračić 49' 57' | Reporte   |        | Asistencia: 1.647 espectadores Árbitro(s): Paolo Valeri (Italia) | Asistencia: 1.647 espectadores Árbitro(s): Paolo Valeri (Italia) |

| 9 de julio de 2012, 20:00 (UTC+3) | Francia             | 1:2 (1:2) | Inglaterra                          | Estadio Kadrioru, Tallin, Estonia                                        |                                                                          |
|                                   | Jordan Veretout 31' | Reporte   | John Lundstram 16' · Harry Kane 39' | Asistencia: 3.234 espectadores Árbitro(s): Danny Makkelie (Países Bajos) | Asistencia: 3.234 espectadores Árbitro(s): Danny Makkelie (Países Bajos) |

### Segunda fase
|  | Semifinales                 | Semifinales |   |  | Final                       | Final |  |
|  |                             |             |   |  |                             |       |  |
|  | Tallin, 12 de julio de 2012 |             |   |  |                             |       |  |
|  | España                      | 3 (4)       |   |  |                             |       |  |
|  | Francia                     | 3 (2)       |   |  |                             |       |  |
|  |                             |             |   |  |                             |       |  |
|  |                             |             |   |  | Tallin, 15 de julio de 2012 |       |  |
|  |                             |             |   |  | España                      | 1     |  |
|  |                             | Grecia      | 0 |  |                             |       |  |
|  |                             |             |   |  |                             |       |  |
|  |                             |             |   |  |                             |       |  |
|  |                             |             |   |  |                             |       |  |
|  | Tallin, 12 de julio de 2012 |             |   |  |                             |       |  |
|  | Inglaterra                  | 1           |   |  |                             |       |  |
|  | Grecia (t.s.)               | 2           |   |  |                             |       |  |

#### Semifinales
| 12 de julio de 2012, 16:45 (UTC+3) | Inglaterra      | 1:2 (1:2, 1:1, 0:1) | Grecia                                                 | A. Le Coq Arena, Tallin, Estonia                                   |                                                                    |
|                                    | Benik Afobe 56' | Reporte             | Mavroudis Bougaidis 38' · Charalambos Lykogiannis 108' | Asistencia: 3.115 espectadores Árbitro(s): Kenn Hansen (Dinamarca) | Asistencia: 3.115 espectadores Árbitro(s): Kenn Hansen (Dinamarca) |

| 12 de julio de 2012, 20:00 (UTC+3) | España                                                                        | 3:3 (3:3, 2:2, 0:1) (4:2 p.) | Francia                                                         | A. Le Coq Arena, Tallin, Estonia                                             |                                                                              |
|                                    | Gerard Deulofeu 61', 112' · Paco Alcácer 78'                                  | Reporte                      | Samuel Umtiti 26', 90+1' · Paul Pogba 117'                      | Asistencia: 4.325 espectadores Árbitro(s): Arnold Hunter (Irlanda del Norte) | Asistencia: 4.325 espectadores Árbitro(s): Arnold Hunter (Irlanda del Norte) |
|                                    |                                                                               | Tiros desde el punto penal   |                                                                 |                                                                              |                                                                              |
|                                    | José Campaña · Denis Suárez · Jesé Rodríguez · Paco Alcácer · Gerard Deulofeu |                              | Paul Pogba · Alassane Plea · Samuel Umtiti · Geoffrey Kondogbia |                                                                              |                                                                              |

#### Final
| 15 de julio de 2012, 21:30 (UTC+3) | España             | 1:0 (0:0) | Grecia | A. Le Coq Arena, Tallin, Estonia                                         |                                                                          |
|                                    | Jesé Rodríguez 80' | Reporte   |        | Asistencia: 7.864 espectadores Árbitro(s): Danny Makkelie (Países Bajos) | Asistencia: 7.864 espectadores Árbitro(s): Danny Makkelie (Países Bajos) |

| Bandera de España |
| Campeón España    |
| Noveno título     |

## Estadísticas

### Tabla general
| Equipo | Equipo     | Pts | PJ | PG | PE | PP | GF | GC | Dif | Rend |
| ------ | ---------- | --- | -- | -- | -- | -- | -- | -- | --- | ---- |
| 1      | España     | 11  | 5  | 3  | 2  | 0  | 11 | 7  | 4   | 73%  |
| 2      | Grecia     | 9   | 5  | 3  | 0  | 2  | 10 | 6  | 4   | 60%  |
| 3      | Francia    | 7   | 4  | 2  | 1  | 1  | 8  | 5  | 3   | 58%  |
| 4      | Inglaterra | 7   | 4  | 2  | 1  | 1  | 6  | 5  | 1   | 58%  |
| 5      | Portugal   | 4   | 3  | 1  | 1  | 1  | 8  | 6  | 2   | 45%  |
| 6      | Croacia    | 4   | 3  | 1  | 1  | 1  | 4  | 2  | 2   | 45%  |
| 7      | Serbia     | 0   | 3  | 0  | 0  | 3  | 1  | 8  | -7  | 0%   |
| 8      | Estonia    | 0   | 3  | 0  | 0  | 3  | 1  | 9  | -8  | 0%   |

### Goleadores
A continuación se detalla la lista de goleadores del torneo. En caso de empate, el primer criterio para el desempate se basa en el número de minutos jugados en la competición. Si el empate persistiese se miraría entonces el número de asistencias en el torneo.

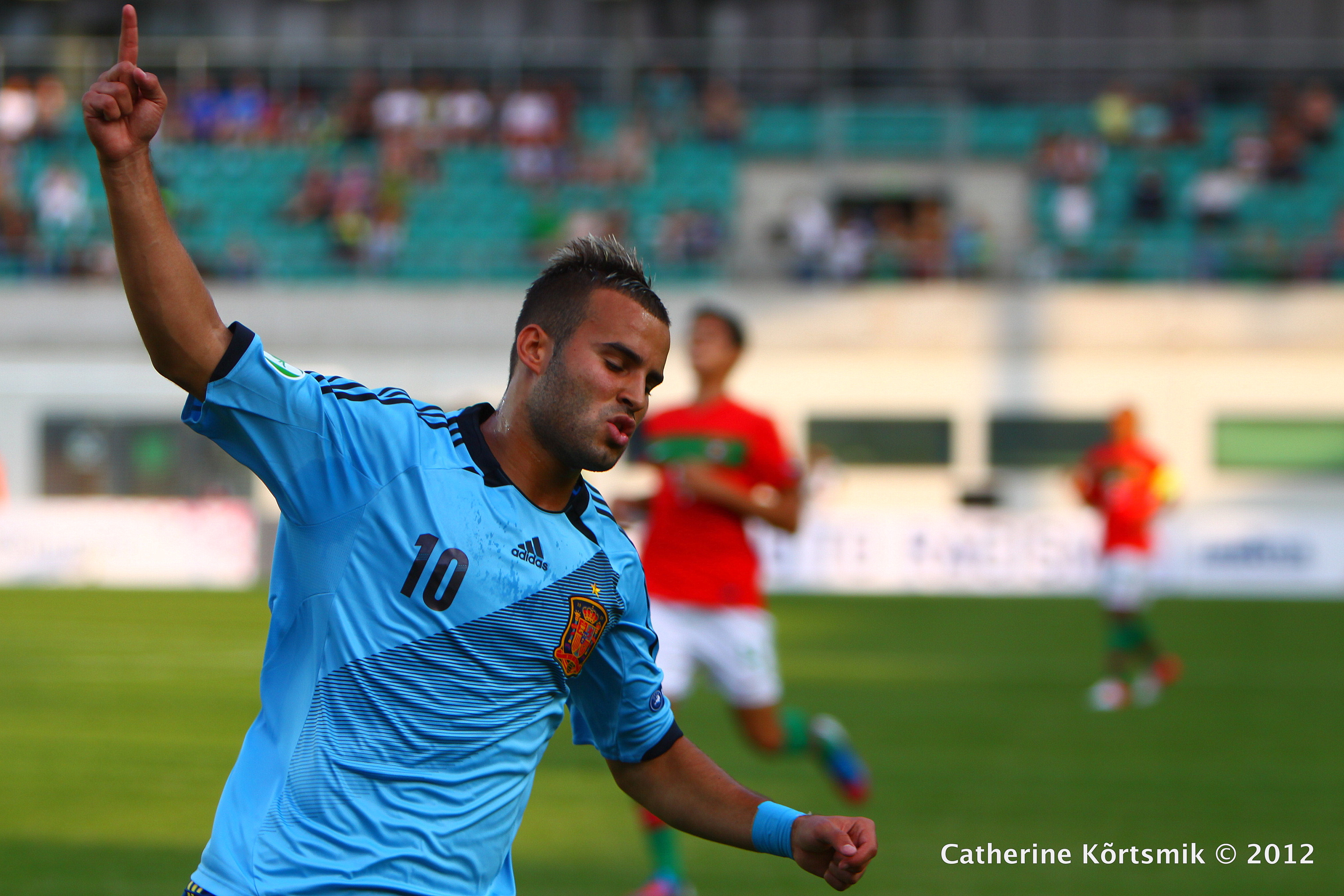
El español Jesé Rodríguez fue el bota de oro con 5 tantos.

| Jugador              | Selección  | Goles | Minuto |
| -------------------- | ---------- | ----- | ------ |
| Jesé Rodríguez       | España     | 5     | 342    |
| Dimitris Diamantakos | Grecia     | 3     | 382    |
| Giorgos Katidis      | Grecia     | 3     | 447    |
| Mihael Pongračić     | Croacia    | 2     | 114    |
| Betinho              | Portugal   | 2     | 153    |
| Domagoj Pavičić      | Croacia    | 2     | 254    |
| André Gomes          | Portugal   | 2     | 259    |
| Benik Afobe          | Inglaterra | 2     | 281    |
| Paco Alcácer         | España     | 2     | 283    |
| Paul Pogba           | Francia    | 2     | 300    |
| Samuel Umtiti        | Francia    | 2     | 390    |
| Gerard Deulofeu      | España     | 2     | 440    |

### Máximos asistentes

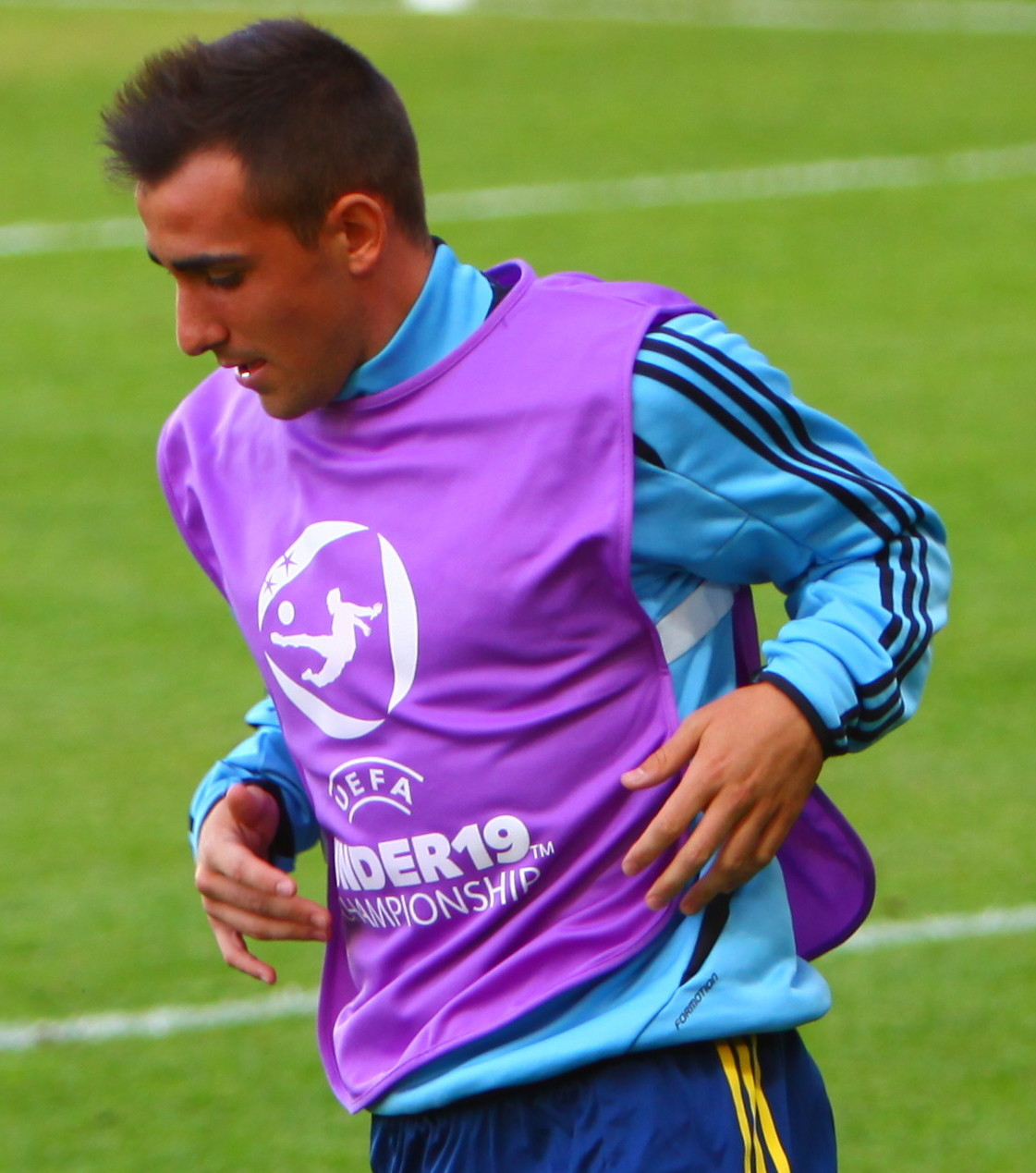
Paco Alcácer, máximo asistente del torneo.

A continuación se detalla la lista de máximos asistentes del torneo. En caso de empate, el criterio para el desempate se basa en el número de minutos jugados en la competición. 
| Jugador            | Selección  | Asistencias | Minuto |
| ------------------ | ---------- | ----------- | ------ |
| Paco Alcácer       | España     | 3           | 283    |
| Gerard Deulofeu    | España     | 3           | 440    |
| Robert Hall        | Inglaterra | 2           | 203    |
| Kostas Stafylidis  | Grecia     | 2           | 390    |
| Giannis Gianniotas | Grecia     | 2           | 480    |

## Clasificados alMundial Sub-20
| España | Grecia | Francia | Inglaterra | Portugal | Croacia |
| ------ | ------ | ------- | ---------- | -------- | ------- |